# Gallués – Galoze
Gallués – Galoze település Spanyolországban, Navarra autonóm közösségben. Gallués – Galoze Vidángoz – Bidankoze, Güesa – Gorza, Sarriés – Sartze, Urraúl Alto és Navascués-Nabaskoze községekkel határos. Lakosainak száma 93 fő (2024).

## Népesség
A település népessége az elmúlt években az alábbi módon változott:
| Lakosok száma | 123  | 120  | 109  | 99   | 106  | 97   | 107  | 93   | 96   | 93   |
|               | 2001 | 2004 | 2006 | 2009 | 2011 | 2014 | 2016 | 2019 | 2021 | 2024 |